# Дю Буа, Поль
Поль Дю Буа (фр. Paul Du Bois; 1859—1938) — бельгийский скульптор и медалист, родился в Эйвалле и умер в Уккле, муниципалитете Брюсселя (Бельгия).
Дюбуа был учеником Эжена Симониса и Шарля ван дер Стаппена . Он учился с 1877 по 1883 год в Королевской академии изящных искусств в Брюсселе и получил премию Годешара в 1884 году.
Дюбуа способствовал возрождению художественного самовыражения в Бельгии в конце XX века и был одним из основателей арт-группы Les XX . Его работы включают в себя эклектические небольшие скульптуры, медалей, украшений, скульптур изобразительного искусства, общественных памятников и гробниц.
Среди его самых известных монументальных работ, расположенных в Брюсселе, — памятник Фредерику де Мероде на площади Мучеников в Брюсселе, а также дань уважения Эдит Кавелл и её коллеге-медсестре Мари Депаж (из RMS Lusitania), группе четырех элементов в Ботаническом центре. Сад Брюсселя и несколько скульптур в муниципалитете Сен-Жиль . Он также отвечал за дизайн медали Победы в Первой мировой войне, которой было выпущено 350 000 экземпляров.
Его работы также выставлены в музеях разных городов.

## Галерея

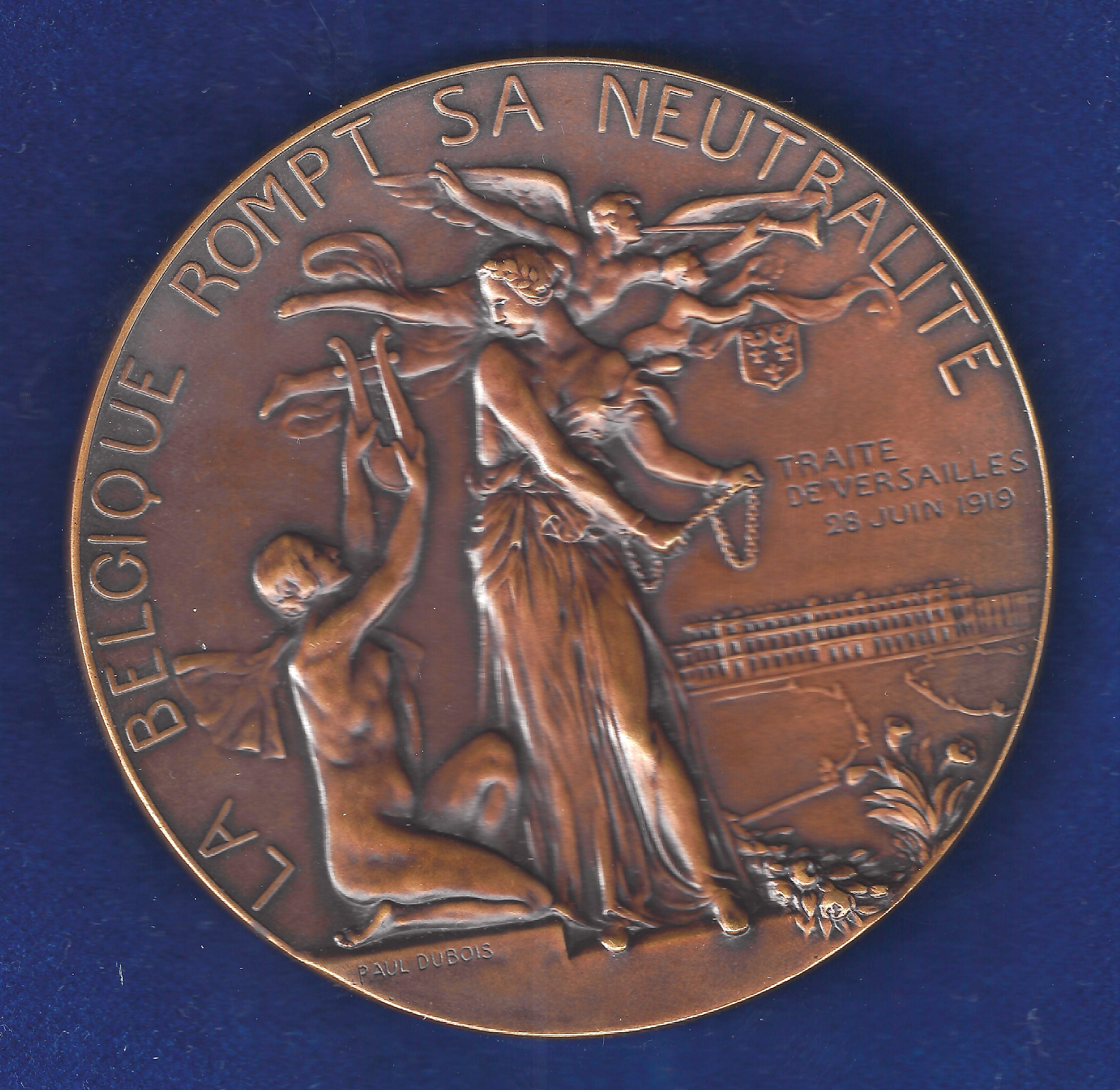
Бельгия 1919, медаль Дюбуа, Оккупация Германии после Версальского мира, аверс
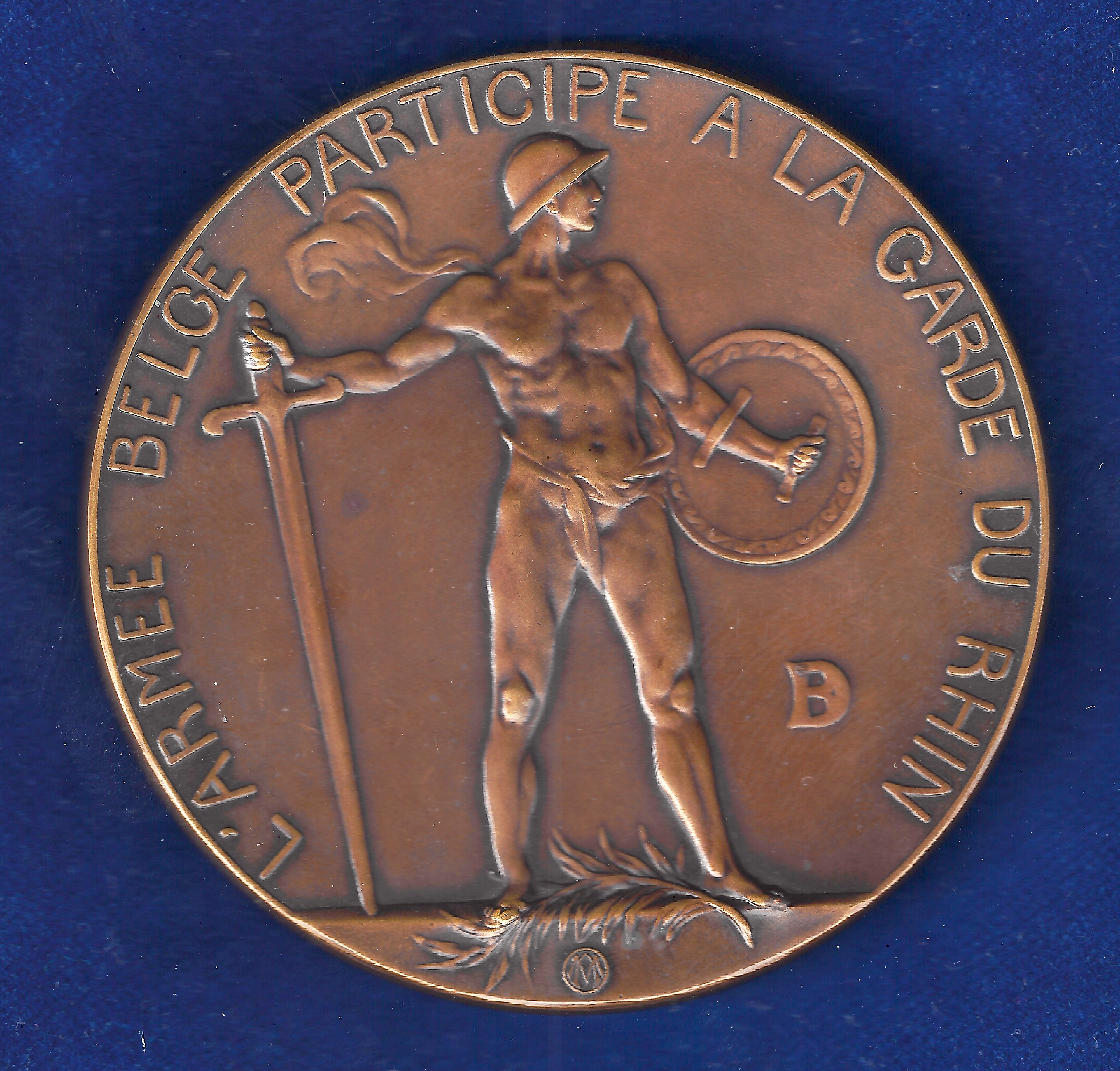
На реверсе этой медали изображен бельгийский солдат, смотрящий на восток
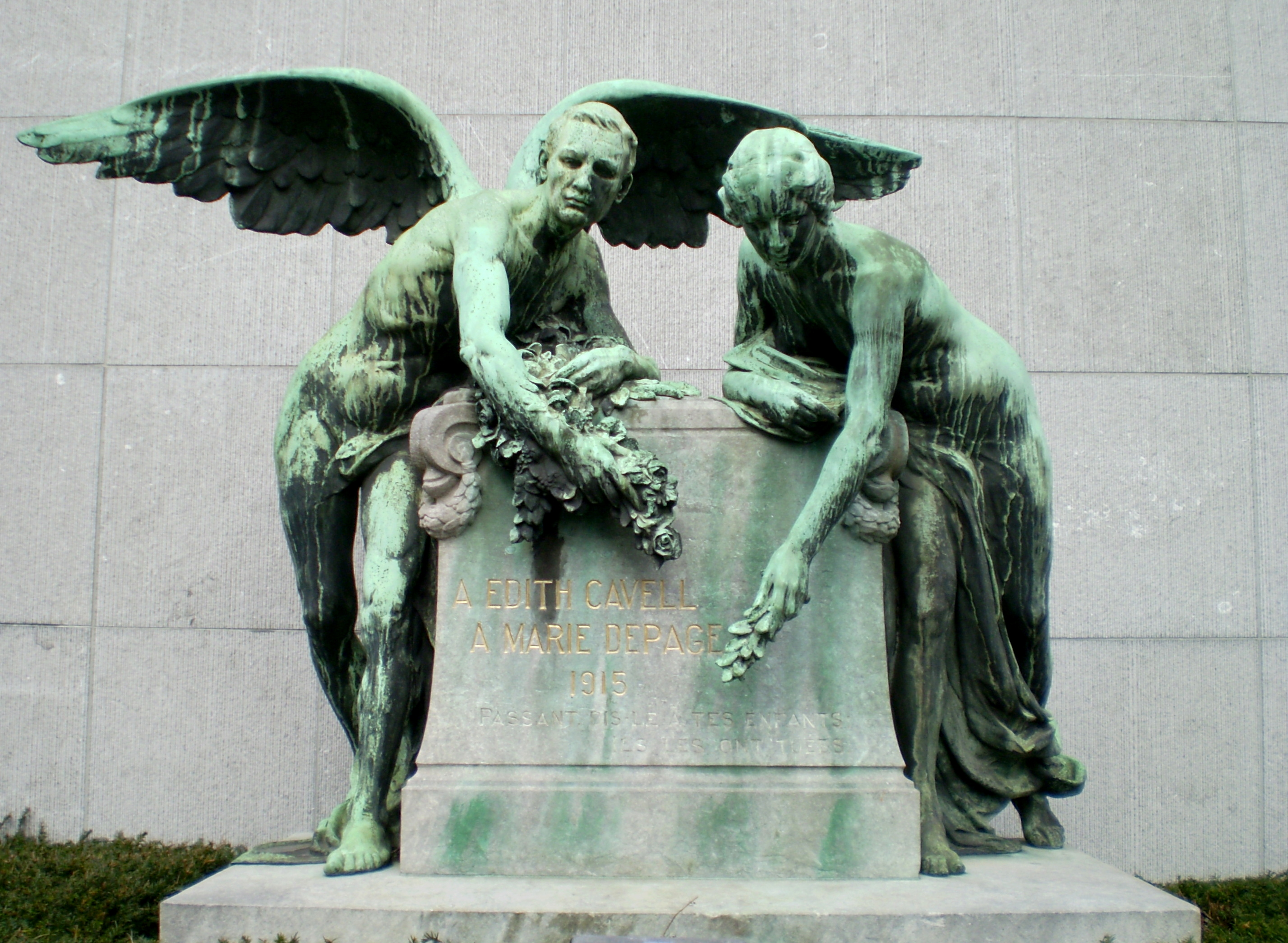
Памятник Эдит Кавелл и Мари Депаж, Брюссель